# Bakusou Dekotora Densetsu: Art Truck Battle
Bakusou Dekotora Densetsu: Otoko Ippiki Yume Kaidoi (爆走デコトラ伝説〜男一匹夢街道〜)  é um jogo eletrônico de corrida, desenvolvido e lançado pela Human Entertainment e lançado em 25 de Junho de 1998 no Japão.

## Trilha Sonora
Ao todo o jogo possui nove músicas, no estilo Enka, além dos efeitos sonoros, como buzina motor etc.
| Faixa | Música                                                          | Vocais                      | Letra / Compositor / Arranjos                                                 |
| ----- | --------------------------------------------------------------- | --------------------------- | ----------------------------------------------------------------------------- |
| 01.   | Otoko Ippiki Yume Kaidou (男一匹夢街道)                         | Hiroshi Kitaoka             | L/C/A: Chiyomaru Shikura                                                      |
| 02.   | Jinsei Bakuto (人生博徒)                                        | Hiroshi Kitaoka             | Letra: yoko C/A: Yasuharu Kawamoto                                            |
| 03    | Oshichi (お七)                                                  | Hiroko Ando                 | L/C/A: Chiyomaru Shikura                                                      |
| 04.   | Yumezakura (夢桜)                                               | Hiroko Ando                 | L/C/A: Chiyomaru Shikura                                                      |
| 05.   | Wakaremichi (別れ道)                                            | 坂田真由美 (Mayumi Sakata)  | Letra: yoko C/A: 天利英跡 (Tenri Hideki)                                      |
| 06.   | Mirenzake (未練酒)                                              | 坂田真由美 (Mayumi Sakata)  | Letra: yoko C/A: 天利英跡 (Tenri Hideki)                                      |
| 07.   | Kokorogawari (心変わり)                                         | 泉敦子 & Hiromi Yamaguchi   | L/C/A: Chiyomaru Shikura                                                      |
| 08.   | Hana Koiuta (花恋唄)                                            | 秋山さゆり (Sayuri Akiyama) | L/C/A: Chiyomaru Shikura                                                      |
| 09.   | Kasasagibashi (Ending Theme) (かささぎ橋（エンディングテーマ）) | Hiroshi Kitaoka             | Letra: Ryutaro Kinoshita Compositor: Masato Sugimoto Arranjos: Tatsuya Nangoh |